# Sainte-Radegonde (Charente-Maritime)
Sainte-Radegonde é uma comuna francesa na região administrativa da Nova Aquitânia, no departamento de Charente-Maritime. Estende-se por uma área de 11,14 km². Em 2010 a comuna tinha 588 habitantes (densidade: 52,8 hab./km²).